# Legends of Wrestling II
Legends of Wrestling II is een computerspel dat werd uitgegeven door Acclaim Entertainment. Het spel kwam in 2002 uit voor de GameCube, PlayStation 2, Xbox, en Game Boy Advance.

## Spel
Het perspectief van het spel is in de derde persoon. Het spel omvat 65 worstelaars waaronder Hulk Hogan, André the Giant, Roddy Piper en Bret Hart. Op de Game Boy Advance zijn 40 worstelaars inbegrepen. Het spel bevat verschillende gevechttypes, zoals Elimination Bouts, Cage, Battle Royal, Ladder, Table, Body Slam Challange en Tournaments. Zowel de PlayStation 2 als de Xbox versie is voorzien van interviews met verschillende legendes uit het worstelcircuit. De Europese versie van het spel heeft vier Britse legendes namelijk Kendo Nagasaki, Big Daddy, Mick McManus en Giant Haystacks. Het is ook mogelijk een eigen worstelaar samen te stellen.

## Soundtrack
| Nummer                      | Artiest        |
| --------------------------- | -------------- |
| Superstar                   | Saliva         |
| Headstrong                  | Trapt          |
| Headstrong                  | Earshot        |
| Get Away                    | Earshot        |
| We Fall, We Stand           | Earshot        |
| Cosmopolitan Bloodloss      | Glassjaw       |
| A Box Full of Sharp Objects | The Used       |
| Questions?                  | Home Town Hero |
| Colorblind                  | Alien Breed    |

## Ontvangst
Het spel werd wisselend ontvangen:
| Beoordeeld door        | Jaar | Platform         | Score |
| ---------------------- | ---- | ---------------- | ----- |
| PGNx Media             | 2003 | Xbox             | 76%   |
| Gaming Target          | 2003 | GameCube         | 75%   |
| 4Players.de            | 2003 | PlayStation 2    | 71%   |
| XBox Solution (XBS)    | 2003 | Xbox             | 70%   |
| IGN                    | 2002 | Xbox             | 68%   |
| Eurogamer.net (UK)     | 2003 | PlayStation 2    | 50%   |
| Netjak                 | 2002 | PlayStation 2    | 42%   |
| The Next Level         | 2003 | GameCube         | 42%   |
| GameSpy                | 2003 | GameCube         | 40%   |
| Jeuxvideo.com          | 2003 | PlayStation 2    | 35%   |
| PGNx Media             | 2003 | Game Boy Advance | 35%   |
| GameZone               | 2002 | Game Boy Advance | 35%   |
| GameSpy                | 2003 | Game Boy Advance | 31%   |
| The Gamers' Temple     | 2002 | Game Boy Advance | 27%   |
| GameSpot               | 2002 | Game Boy Advance | 24%   |
| Gaming Target          | 2003 | Game Boy Advance | 21%   |
| IGN                    | 2002 | Game Boy Advance | 20%   |
| All Game Guide         | 2002 | Game Boy Advance | 20%   |
| Gaming Age             | 2007 | Game Boy Advance | 16%   |
| Game Informer Magazine | 2003 | Game Boy Advance | 8%    |